# مجموعة اللعب ما قبل المدرسة
مجموعة اللعب ما قبل المدرسة، أو في الاستخدام اليومي مجرد مجموعة اللعب، هي مجموعة منظمة تقدم الرعاية والتنشئة الاجتماعية للأطفال دون سن الخامسة. يُستخدم المصطلح على نطاق واسع في المملكة المتحدة. ومجموعات اللعب تُعتبر أقل رسمية من تعليم ما قبل المدرسة الخاص بمدارس الحضانة. فهي لا توفر الرعاية بدوام كامل وتعمل لساعات قليلة فقط في اليوم خلال فترة الفصل الدراسي، وغالبًا ما تكون في الصباح فقط. ويشرف عليها مربيات أو متطوعات وليس معلمي الحضانة، ويديرها أفراد أو مؤسسات خيرية بدلاً من الدولة أو الشركات.
وفي المملكة المتحدة، منذ ثمانينيات القرن الماضي تقريبًا، تم التعدي على الأراضي التقليدية لمجموعات اللعب جراء توسع تعليم رياض الأطفال الرسمي وغالبًا ما تقدم مجموعات اللعب الآن خدماتها للأطفال في سن الثانية أو الثالثة قبل التحاقهم بمدرسة الحضانة. وخلال نفس الفترة كانت هناك زيادة في إشراف الدولة على مجموعات اللعب.

## مجموعات اللعب في الولايات المتحدة
في الولايات المتحدة، مجموعة اللعب هي مؤسسة من الآباء تهدف لتجميع الأطفال وإشراكهم في اللعب. هناك مجموعات لعب تلبي احتياجات فئات معينة من الآباء، بما في ذلك الآباء الملازمون للمنزل، والأمهات الملازمات للمنزل والأمهات العاملات. في مناطق من الولايات المتحدة حيث يكون التعليم المنزلي شائعًا، فإنه من المألوف رؤية مجموعات لعب لا سيما بالنسبة لأسر التعليم المنزلي. وهذه يمكن أن تكون جزءًا من مجموعات اللعب المحلية أو حتى الوطنية. وفي بعض الأحيان تقوم الكنائس والمراكز الترفيهية وغيرها من المؤسسات المجتمعية الأخرى برعاية مجموعات لعب أسبوعية أو شهرية. ويتم تحديد حدود السن من قِبل المجموعة الفردية. وبعض المجموعات لديها حدود سن أعلى والبعض ليست كذلك. ومن المألوف رؤية المجموعات التي تشهد فعاليات اجتماعية لكل الأسرة أو للآباء والأمهات فقط، بالإضافة إلى الأنشطة الخاصة بالأطفال. في المجتمعات كثيرة التنقل، يمكن أن تكون مجموعات اللعب أداة مهمة لبناء الشبكة الاجتماعية للأسر الشابة التي انتقلت مؤخرًا إلى المنطقة. هناك عدد من الموارد المتاحة عبر الإنترنت للآباء والأمهات لإيجاد مجموعات اللعب في منطقتهم - بما في ذلك مجموعات اللعب في الولايات المتحدة الأمريكية و سوشال تودلر - وهما دليلان وشبكتان اجتماعيتان للآباء والأمهات في مجال مجموعات اللعب.

## مجموعات اللعب الدولية في هولندا
في هولندا، يشكل الآباء والأمهات المغتربون مجموعات صغيرة بغرض توفير مساحة للعب الأطفال الرضع والأطفال الصغار حتى سن الرابعة أو الخامسة فضلاً عن تقديم شبكة دعم للآباء والأمهات أنفسهم. وعادة ما تُقام الاجتماعات في قاعة أو مكان عام آخر، وعادة ما تقوم المجموعات بتنظيم أنشطة اجتماعية أخرى مثل «ليالٍ في الهواء الطلق للسيدات» وزيارات للمتنزهات المحلية وحدائق الحيوان وحفلات الشواء الصيفية وما إلى ذلك. وفي مدينة ماستريخت، على سبيل المثال، تم تأسيس مجموعة لعب ماستريخت الدولية منذ أكثر من 10 سنوات كوسيلة لتلبية احتياجات الأسر الوافدة التي تعيش في المنطقة.
مجموعة لعب دولية أخرى هي فيرست فريندز في مدينة فورهوت (في منطقة ليدن).

## مجموعات اللعب في أستراليا
تُعتبر بلاي جروب أستراليا هي الهيئة الإدارية الخاصة بمجموعات اللعب في أستراليا. ومجموعة اللعب هي جلسة غير رسمية يلتقي فيها الأمهات والآباء والأجداد ومقدمو الرعاية والأطفال والأطفال الرضع معًا في بيئة مريحة.
ويتم إعداد وإدارة مجموعات اللعب من قِبل الآباء أو الأمهات ومقدمي الرعاية مع اختيار الأطفال من بين مجموعة من الأنشطة تم إعدادها لتلبية احتياجاتهم المتنوعة. وتكون الأنشطة في مجموعات اللعب إما مجانية أو ذات تكلفة منخفضة، وقد تتضمن موسيقى وغناء واللعب التخيلي واللعب في الهواء الطلق واللعب المجاني وأنشطة الفنون والحرف والنزهات.
يمكن إقامة مجموعة اللعب في أي مكان يكون آمنًا للأطفال ويمكن لمجموعات الأشخاص الالتقاء فيه - المراكز المجتمعية والعيادات الصحية والمراكز النسائية والحضانات ورياض الأطفال والقاعات وحتى في منزل شخص ما. في مجموعة اللعب، يقوم الآباء أو الأمهات ومقدمو الرعاية بالتفاعل مع غيرهم من كبار السن؛ وكذلك اللعب مع الأطفال. ومجموعات اللعب مناسبة للأطفال من كل الأعمار. جميع الأطفال من سن يوم حتى سن 5 سنوات، بما في ذلك الأطفال الرضع، يحبون التجارب الجديدة ويستفيدون من تطوير المهارات الحسية والاجتماعية ومهارات التواصل من خلال الأنشطة التي يمارسونها في مجموعة اللعب.
وشهد شهر مارس 2003 زيادة كبيرة في عدد الأمهات اللاتي يحضرن مجموعة اللعب. وأظهرت الأبحاث التي تم إجراؤها على هذه الظاهرة ارتباطًا مباشرًا ببوي جورج.

## مجموعات اللعب في هونغ كونغ
في هونغ كونغ - يلتحق الأطفال في سن ما قبل المدرسة (0 - 3 سنوات) بمجموعات اللعب للدراسة (في الغالب لغات أجنبية) في بيئة تفاعلية قبل ذهابهم إلى رياض الأطفال.

## وصلات خارجية
- "Playdation"
- "Kids International School"